# Downtown Filmes
Downtown Filmes (ou DT Filmes) é uma empresa brasileira de distribuição e produção cinematográfica. Foi responsável pelos trâmites de distribuição de filmes como Olga, Os Normais, Central do Brasil e Cidade de Deus.

## História
A empresa foi fundada em 2006 e dirigida por Bruno Wainer que quando estava a frente da Lumière Brasil. A Downtown Filmes teve um acordo com a Miramax por alguns anos, tendo a vinheta e o modelo de atuação inspirado na mesma. Foi criada com o objetivo de distribuir filmes brasileiros. Bruno Wainer declarou que "a primeira estratégia foi reproduzir o que conheci na Lumiere de investir nos filmes estrangeiros e ficar de olho nas oportunidades do cinema brasileiro (...) O 'império', ali nos anos de 2002 e 2003 rapidamente se organizou e contra-atacou. Eles compraram todo mundo. Miramax foi comprada pela Disney, New Line pela Warner e por aí foi. Abriram braços independentes e ainda foram no mercado comprar filmes que estavam sobrando. Eliminado o problema, fecharam todas as empresas. Não tinha mais fornecimento de filmes independentes competitivos". Wainer declarou que devido ao caso já estava perto da falência, até que foram criadas no Brasil as ações da ANCINE para estimular os produtores independentes.
Em 2013 reformou seu website, e disponibilizou um vídeo comemorativo com a história da empresa que foi apresentado no Show de Búzios. No mesmo ano, um dos filmes codistribuídos pela Downtown Filmes e a RioFilme é considerado um dos maiores lançamentos da história do cinema brasileiro, Até Que a Sorte nos Separe 2, estreando em 734 cinemas.
Em 2016, a Downtown Filmes tinha acordos assinados com a Paris Filmes (iniciado em 2011), Telecine e Paramount Pictures, e tinha lançado 86 filmes, vendendo 80 milhões de ingressos, o que representa 50% do mercado brasileiro. Até abril de 2016, dos 230 filmes lançados pela Paris Filmes, 156 foram em parceria com a Downtown.
Em 2017, Elis, filme distribuído pela Paris Filmes e Downtown Filmes foi o que mais teve indicações ao Grande Prêmio do Cinema Brasileiro. Em setembro do mesmo ano, a Downtown Filmes agendou uma sessão de cinema para em solidariedade a João Pedro. O garoto de nove anos, que tem paralisia cerebral, foi esquecido em um passeio escolar, e o caso ganhou repercussão após a mãe relatar em rede social.
Em agosto de 2019 reformulou o logo e adotou um novo nome, a DT Filmes. Em abril de 2020, anunciou a disponibilização de 180 filmes junto com a Paris Filmes para as salas de cinemas para a retomada da indústria no setor pós pandemia de COVID-19. Em janeiro, foi uma das apoiadoras do "Projeto Rocinha", que exibiu produções audiovisuais na favela da Rocinha.

## Prêmio
Prêmio ED
- 2013: placa comemorativa por ter vendido 15 milhões de ingressos no ano junto com a Paris Filmes (venceu}[14]
- 2013: Surpresa do Ano - Cine Holliúdy (venceu)[14]